# Famille de La Motte-Ango de Flers
Pour les articles homonymes, voir Ango, Flers et Familles de La Mothe.
La famille de La Motte-Ango de Flers est une famille subsistante de la noblesse française, originaire de Normandie.

## Histoire
Originaire du territoire actuel du département de l'Orne, la famille Ango de La Motte fut anoblie en 1639-1659 par la charge de conseiller-secrétaire du roi.
Jean Ango, seigneur de La Motte, né en 1631, secrétaire du roi, conseiller au parlement de Normandie à Rouen, en faveur duquel la terre de la Motte, dans la subdélégation d'Argentan, fut érigée en marquisat sous le nom de la Motte-Lézeau, par lettres patentes du mois de juillet 1693, enregistrées au parlement et chambre des comptes de Rouen le 3 août 1696 et 23 juin 1797. Le château de la Motte est situé près du village de Joué-du-Plain.
Par lettres patentes données à Versailles au mois de juillet 1737, enregistrées au parlement et à la cour des comptes de Normandie le 4 février 1738, Philippe René Ango de La Motte, époux d'Antoinette de Pellevé de Flers, dernière du nom, héritière du comté de Flers, fit ériger en comté de Flers les baronnies de Larchamp et de La Lande-Patry.
Louis Paul Ango de La Motte-Ango de Flers, maréchal de camp le 1er octobre 1780.
La famille de La Motte-Ango de Flers a été admise à l'Association des anciens honneurs héréditaires.

## Personnalités
- Louis Charles de Flers (1754-1794), général de division de la Révolution.
- Charles-Amédée Guillain Ango de La Motte-Ango de Flers (1789-1857) né et décédé à Hémevez. Capitaine de la Garde royale, chevalier de la Légion d'honneur[4].
- Hyacinthe de Flers (1803-1866), journaliste et auteur dramatique.
- Alfred de Flers (1817-1883), homme politique, sénateur de l'Orne et maire de Villebadin.
- Robert de Flers (1872-1927), dramaturge, membre de l'Académie française, conseiller général de la Lozère.
- Marie-Amélie, Georgette de La Motte-Ango de Flers (1895-1915), infirmière de la Croix-Rouge pendant la Première Guerre mondiale, son nom est porté sur le monument aux morts d'Hémevez[4].
- Marcel de Flers (1888-1945), résistant, mort pour la France.
- François de Flers (1902-1986), banquier, conseiller général de la Lozère.
- Philippe de La Motte-Ango, marquis de Flers (1927-2012), dirigeant d'entreprises, président d'honneur de l'Automobile Club de France et vice-président de la Fédération internationale de l'automobile ; officier de la Légion d'honneur et de l'ordre national du Mérite.

## Alliances
Le principales alliances de la famille de La Motte-Ango de Flers sont : de Pellevé (1717), Chertemps de Seuil (1744), de Corday (1759), Ligier de Laprade (1770) Le Goué de Richemont (1777), de Latre de Neuville (1786), de Bertignières de Courteilles, La Flèche de Grandpré (1800), de La Pallu (1805), Geoffroy de Charnois (1834), d'Auray de Saint-Pois (1837), Le Poultier d'Auffay (1839), d'Argy (1851), van Tuyll van Serooskerken (1861), de Rozière (1871), Auboyneau (1897), Mahot de la Quérantonnais (1926), d'Avon de Collongue, Delpech de Saint-Guilhem, d'Andigné, de Tourville de Buzonnière, de Quengo de Tonquédec, de Blaÿ de Gaïx, de La Grandière (1991), de La Poëze d'Harambure (2019), Denis de Senneville (2019).

## Titres et seigneuries
- Seigneur de Villebadin
- Baron de Larchamp
- Marquis de La Motte-Lézeau
- Comte de Flers
- Marquis de Flers

## Armoiries
| Image | Armoiries de la famille |
| ----- | --- |
|       | Ango D'azur à trois annelets d'or. |
|       | Ango de La Motte-Ango de Flers Écartelé : aux 1 et 4, d'azur à trois annelets d'or (Ango) ; aux 2 et 3, de gueules à une tête d'homme d'argent, posée de profil, les cheveux hérissés d'or (Pellevé). |
|       | Ango de La Motte-Ango de Flers Écartelé : aux 1 et 4, de gueules à la tête humaine d'argent, posée de profil, les cheveux hérissés d'or (qui est Pellevé) ; Aux 2 et 3, de gueules à 9 macles d'or 3, 3, 3 (qui est Rohan) ; sur le tout, d'azur à trois annelets d'or (qui est Ango).                                                                                              |
|       | Ango de La Motte-Ango de Flers Écartelé : aux 1 et 4, de gueules à une tête d'homme d'argent, posée de profil, les cheveux hérissés d'or (Pellevé) ; aux 2 et 3, de gueules à 9 macles d'or 3, 3, 3 (Rohan) ; sur le tout parti : a. d'azur à trois annelets d'or (Ango) ; b. d'azur à trois lis de jardin au naturel et une bordure de gueules, chargé de 8 besants d'or (Lézeau). |

## Hommages
- rue de La Motte-Ango, à Flers